# Primetime Emmy-díj a legjobb férfi mellékszereplőnek (vígjátéksorozat)
A Primetime Emmy-díj a legjobb férfi mellékszereplőnek (vígjátéksorozat) elismerést az Emmy-díjátadó gálán adják át, 1954 óta.
Kezdetben a mellékszereplő kategóriát még nem bontották szét műfaj, illetve nemek szerint sem. A 22. díjátadótól versenyeznek a férfi mellékszereplők külön kategóriában. A díjazottak között azonban sokáig együttesen értékelték a minisorozatok és tévéfilmek szereplőit, továbbá a vendégszereplőket is.
A legtöbb győzelmet (öt alkalommal) Don Knotts (The Andy Griffith Show) szerezte az 1960-as évek során. A legtöbb, tizenegy jelölést David Hyde Pierce (Frasier – A dumagép) kapta, ebből négy győzelemmel. A televíziós programok közül a legtöbb (öt-öt) győzelemmel a The Andy Griffith Show és a The Mary Tyler Moore Show büszkélkedhet. a MASH színészeit összesen huszonegy alkalommal jelölték a kategóriában, akik két alkalommal bizonyultak a legjobbnak.

## Győztesek és jelöltek

### 1950-es évek
| Év               | Színész                     | Színész                           | Szerep                  | Eredeti cím             | Csatorna |
| 1954 (6. gála)   |                             |                                   |                         |                         |          |
| ---------------- | --------------------------- | --------------------------------- | ----------------------- | ----------------------- | -------- |
| 1954 (6. gála)   |                             | Art Carney                        | Ed Norton               | The Jackie Gleason Show | CBS      |
| 1954 (6. gála)   | Ben Alexander               | Frank Smith rendőr                | Dragnet                 | NBC                     |          |
| 1954 (6. gála)   | William Frawley             | Fred Mertz                        | I Love Lucy             | CBS                     |          |
| 1954 (6. gála)   | Tony Randall                | Harvey Weskitt                    | Mister Peepers          | NBC                     |          |
| 1954 (6. gála)   | Carl Reiner                 | több szereplő                     | Your Show of Shows      | NBC                     |          |
| 1955 (7. gála)   |                             |                                   |                         |                         |          |
|                  | Art Carney                  | Ed Norton                         | The Jackie Gleason Show | CBS                     |          |
| Ben Alexander    | Frank Smith rendőr          | Dragnet                           | NBC                     |                         |          |
| Don DeFore       | Thorny                      | The Adventures of Ozzie & Harriet | ABC                     |                         |          |
| William Frawley  | Fred Mertz                  | I Love Lucy                       | CBS                     |                         |          |
| Gale Gordon      | Osgood Conklin              | Our Miss Brooks                   | CBS                     |                         |          |
| 1956 (8. gála)   |                             |                                   |                         |                         |          |
|                  | Art Carney                  | Ed Norton                         | The Honeymooners        | CBS                     |          |
| Ed Begley, Sr.   | Andy Sloane                 | Patterns                          | NBC                     |                         |          |
| William Frawley  | Fred Mertz                  | I Love Lucy                       | CBS                     |                         |          |
| Carl Reiner      | több szereplő               | Caesar's Hour                     | NBC                     |                         |          |
| Cyril Ritchard   | Mr. Darling / Hook kapitány | Peter Pan                         | NBC                     |                         |          |
| 1957 (9. gála)   |                             |                                   |                         |                         |          |
|                  | Carl Reiner                 | több szereplő                     | Caesar's Hour           | NBC                     |          |
| Art Carney       | Ed Norton                   | The Jackie Gleason Show           | CBS                     |                         |          |
| Paul Ford        | John T. Hall ezredes        | The Phil Silvers Show             | CBS                     |                         |          |
| William Frawley  | Fred Mertz                  | I Love Lucy                       | CBS                     |                         |          |
| Ed Wynn          | Army                        | Requiem for a Heavyweight         | CBS                     |                         |          |
| 1958 (10. gála)  |                             |                                   |                         |                         |          |
|                  | Carl Reiner                 | több szereplő                     | Caesar's Hour           | NBC                     |          |
| Paul Ford        | John T. Hall ezredes        | The Phil Silvers Show             | CBS                     |                         |          |
| William Frawley  | Fred Mertz                  | I Love Lucy                       | CBS                     |                         |          |
| Louis Nye        | több szereplő               | The Steve Allen Show              | NBC                     |                         |          |
| Dennis Weaver    | Chester Goode               | Gunsmoke                          | CBS                     |                         |          |
| 1959 (11. gála)  |                             |                                   |                         |                         |          |
|                  | Tom Poston                  | több szereplő                     | The Steve Allen Show    | NBC                     |          |
| Richard Crenna   | Luke McCoy                  | The Real McCoys                   | ABC                     |                         |          |
| Paul Ford        | John T. Hall ezredes        | The Phil Silvers Show             | CBS                     |                         |          |
| Maurice Gosfield | Duane Doberman közlegény    | The Phil Silvers Show             | CBS                     |                         |          |
| Billy Gray       | Bud                         | Father Knows Best                 | CBS / NBC               |                         |          |
| Harry Morgan     | Pete Porter                 | December Bride                    | CBS                     |                         |          |

### 1960-as évek
| Év               | Színész                       | Színész                                                        | Szerep                                 | Cím                    | Adó                  |
| 1960 (12. gála)  | Nem adták át a díjat          | Nem adták át a díjat                                           | Nem adták át a díjat                   | Nem adták át a díjat   | Nem adták át a díjat |
| 1961 (13. gála)  |                               |                                                                |                                        |                        |                      |
| ---------------- | ----------------------------- | -------------------------------------------------------------- | -------------------------------------- | ---------------------- | -------------------- |
| 1961 (13. gála)  |                               | Don Knotts                                                     | Barney Fife                            | The Andy Griffith Show | CBS                  |
| 1961 (13. gála)  | Abby Dalton                   | Martha Hale hadnagy                                            | Hennesey                               | CBS                    |                      |
| 1961 (13. gála)  | Barbara Hale                  | Della Street                                                   | Perry Mason                            | CBS                    |                      |
| 1962 (14. gála)  |                               |                                                                |                                        |                        |                      |
|                  | Don Knotts                    | Barney Fife                                                    | The Andy Griffith Show                 | CBS                    |                      |
| Sam Jaffe        | Dr. David Zorba               | Ben Casey                                                      | ABC                                    |                        |                      |
| Barry Jones      | A dékán                       | Victoria Regina                                                | NBC                                    |                        |                      |
| Horace McMahon   | Mike Parker hadnagy           | Naked City                                                     | ABC                                    |                        |                      |
| George C. Scott  | Dr. Karl Anders               | Ben Casey                                                      | ABC                                    |                        |                      |
| 1963 (15. gála)  |                               |                                                                |                                        |                        |                      |
|                  | Don Knotts                    | Barney Fife                                                    | The Andy Griffith Show                 | CBS                    |                      |
| Tim Conway       | Charles Parker zászlós        | Gyagyások serege (McHale's Navy)                               | ABC                                    |                        |                      |
| Paul Ford        | Wainwright Purdy III tábornok | Teaház az augusztusi holdhoz (The Teahouse of the August Moon) | NBC                                    |                        |                      |
| Hurd Hatfield    | Lionel Rothschild             | The Invincible Mr. Disraeli                                    | NBC                                    |                        |                      |
| Robert Redford   | George Laurents               | The Voice of Charlie Pont                                      | ABC                                    |                        |                      |
| 1964 (16. gála)  |                               |                                                                |                                        |                        |                      |
|                  | Albert Paulsen                | Volkoval hadnagy                                               | One Day in the Life of Ivan Denisovich | NBC                    |                      |
| Sorrell Booke    | Julius Orloff                 | Dr. Kildare                                                    | NBC                                    |                        |                      |
| Conlan Carter    | Doc                           | Combat!                                                        | ABC                                    |                        |                      |
| Carl Lee         | Lonnie Hill                   | The Doctors and the Nurses                                     | CBS                                    |                        |                      |
| 1965 (17. gála)  | Nem adták át a díjat          | Nem adták át a díjat                                           | Nem adták át a díjat                   | Nem adták át a díjat   | Nem adták át a díjat |
| 1966 (18. gála)  |                               |                                                                |                                        |                        |                      |
|                  | Don Knotts                    | Barney Fife                                                    | The Andy Griffith Show                 | CBS                    |                      |
| Morey Amsterdam  | Buddy Sorrell                 | The Dick Van Dyke Show                                         | CBS                                    |                        |                      |
| Frank Gorshin    | Rébusz                        | Batman                                                         | ABC                                    |                        |                      |
| Werner Klemperer | Wilhelm Klink ezredes         | Hogan hősei (Hogan's Heroes)                                   | CBS                                    |                        |                      |
| 1967 (19. gála)  |                               |                                                                |                                        |                        |                      |
|                  | Don Knotts                    | Barney Fife                                                    | The Andy Griffith Show                 | CBS                    |                      |
| Gale Gordon      | Mr. Theodore J. Mooney        | The Lucy Show                                                  | CBS                                    |                        |                      |
| Werner Klemperer | Wilhelm Klink ezredes         | Hogan hősei (Hogan's Heroes)                                   | CBS                                    |                        |                      |
| 1968 (20. gála)  |                               |                                                                |                                        |                        |                      |
|                  | Werner Klemperer              | Wilhelm Klink ezredes                                          | Hogan hősei (Hogan's Heroes)           | CBS                    |                      |
| Jack Cassidy     | Oscar North                   | He & She                                                       | CBS                                    |                        |                      |
| William Demarest | Charley O'Casey nagybácsi     | My Three Sons                                                  | CBS                                    |                        |                      |
| Gale Gordon      | Mr. Theodore J. Mooney        | The Lucy Show                                                  | CBS                                    |                        |                      |
| 1969 (21. gála)  |                               |                                                                |                                        |                        |                      |
|                  | Werner Klemperer              | Wilhelm Klink ezredes                                          | Hogan hősei (Hogan's Heroes)           | CBS                    |                      |
| Greg Morris      | Barney Collier                | Mission: Impossible                                            | CBS                                    |                        |                      |
| Leonard Nimoy    | Spock                         | Star Trek (Star Trek: The Original Series)                     | NBC                                    |                        |                      |

### 1970-es évek
| Év                  | Színész                          | Színész                   | Szerep                       | Cím      | Adó |
| 1970 (22. gála)     |                                  |                           |                              |          |     |
| ------------------- | -------------------------------- | ------------------------- | ---------------------------- | -------- | --- |
| 1970 (22. gála)     |                                  | Michael Constantine       | Seymour Kaufman igazgató     | Room 222 | ABC |
| 1970 (22. gála)     | Werner Klemperer                 | Wilhelm Klink ezredes     | Hogan hősei (Hogan's Heroes) | CBS      |     |
| 1970 (22. gála)     | Charles Nelson Reilly            | Claymore Gregg            | The Ghost & Mrs. Muir        | ABC      |     |
| 1971 (23. gála)     |                                  |                           |                              |          |     |
|                     | Ed Asner                         | Lou Grant                 | The Mary Tyler Moore Show    | CBS      |     |
| Michael Constantine | Seymour Kaufman igazgató         | Room 222                  | ABC                          |          |     |
| Gale Gordon         | Harrison "Uncle Harry" Carter    | Here's Lucy               | CBS                          |          |     |
| 1972 (24. gála)     |                                  |                           |                              |          |     |
|                     | Ed Asner                         | Lou Grant                 | The Mary Tyler Moore Show    | CBS      |     |
| Ted Knight          | Ted Baxter                       | The Mary Tyler Moore Show | CBS                          |          |     |
| Rob Reiner          | Michael Stivic                   | All in the Family         | CBS                          |          |     |
| 1973 (25. gála)     |                                  |                           |                              |          |     |
|                     | Ted Knight                       | Ted Baxter                | The Mary Tyler Moore Show    | CBS      |     |
| Ed Asner            | Lou Grant                        | The Mary Tyler Moore Show | CBS                          |          |     |
| Gary Burghoff       | "Radar" O'Reilly tizedes         | M*A*S*H                   | CBS                          |          |     |
| McLean Stevenson    | Henry Blake alezredes            | M*A*S*H                   | CBS                          |          |     |
| Rob Reiner          | Michael Stivic                   | All in the Family         | CBS                          |          |     |
| 1974 (26. gála)     |                                  |                           |                              |          |     |
|                     | Rob Reiner                       | Michael Stivic            | All in the Family            | CBS      |     |
| Ed Asner            | Lou Grant                        | The Mary Tyler Moore Show | CBS                          |          |     |
| Gary Burghoff       | "Radar" O'Reilly tizedes         | M*A*S*H                   | CBS                          |          |     |
| McLean Stevenson    | Henry Blake alezredes            | M*A*S*H                   | CBS                          |          |     |
| Ted Knight          | Ted Baxter                       | The Mary Tyler Moore Show | CBS                          |          |     |
| 1975 (27. gála)     |                                  |                           |                              |          |     |
|                     | Ed Asner                         | Lou Grant                 | The Mary Tyler Moore Show    | CBS      |     |
| Gary Burghoff       | "Radar" O'Reilly tizedes         | M*A*S*H                   | CBS                          |          |     |
| McLean Stevenson    | Henry Blake alezredes            | M*A*S*H                   | CBS                          |          |     |
| Ted Knight          | Ted Baxter                       | The Mary Tyler Moore Show | CBS                          |          |     |
| Rob Reiner          | Michael Stivic                   | All in the Family         | CBS                          |          |     |
| 1976 (28. gála)     |                                  |                           |                              |          |     |
|                     | Ted Knight                       | Ted Baxter                | The Mary Tyler Moore Show    | CBS      |     |
| Ed Asner            | Lou Grant                        | The Mary Tyler Moore Show | CBS                          |          |     |
| Gary Burghoff       | "Radar" O'Reilly tizedes         | M*A*S*H                   | CBS                          |          |     |
| Harry Morgan        | Sherman Potter tizedes           | M*A*S*H                   | CBS                          |          |     |
| Abe Vigoda          | Philip K. Fish őrmester          | Barney Miller             | ABC                          |          |     |
| 1977 (29. gála)     |                                  |                           |                              |          |     |
|                     | Gary Burghoff                    | "Radar" O'Reilly tizedes  | M*A*S*H                      | CBS      |     |
| Ed Asner            | Lou Grant                        | The Mary Tyler Moore Show | CBS                          |          |     |
| Ted Knight          | Ted Baxter                       | The Mary Tyler Moore Show | CBS                          |          |     |
| Harry Morgan        | Sherman Potter ezredes           | M*A*S*H                   | CBS                          |          |     |
| Abe Vigoda          | Philip K. Fish őrmester          | Barney Miller             | ABC                          |          |     |
| 1978 (30. gála)     |                                  |                           |                              |          |     |
|                     | Rob Reiner                       | Michael Stivic            | All in the Family            | CBS      |     |
| Tom Bosley          | Howard Cunningham                | Happy Days                | ABC                          |          |     |
| Gary Burghoff       | "Radar" O'Reilly tizedes         | M*A*S*H                   | CBS                          |          |     |
| Harry Morgan        | Sherman Potter ezredes           | M*A*S*H                   | CBS                          |          |     |
| Vic Tayback         | Mel Sharples                     | Alice                     | CBS                          |          |     |
| 1979 (31. gála)     |                                  |                           |                              |          |     |
|                     | Robert Guillaume                 | Benson DuBois             | Soap                         | ABC      |     |
| Gary Burghoff       | "Radar" O'Reilly tizedes         | M*A*S*H                   | CBS                          |          |     |
| Harry Morgan        | Sherman Potter ezredes           | M*A*S*H                   | CBS                          |          |     |
| Danny DeVito        | Louie De Palma                   | Taxi                      | ABC                          |          |     |
| Max Gail            | Stan "Wojo" Wojciehowicz nyomozó | Barney Miller             | ABC                          |          |     |

### 1980-as évek
| Év                              | Színész                               | Színész                         | Szerep                 | Cím     | Adó |
| 1980 (32. gála)                 |                                       |                                 |                        |         |     |
| ------------------------------- | ------------------------------------- | ------------------------------- | ---------------------- | ------- | --- |
| 1980 (32. gála)                 |                                       | Harry Morgan                    | Sherman Potter ezredes | M*A*S*H | CBS |
| 1980 (32. gála)                 | Mike Farrell                          | BJ Hunnicutt százados           | M*A*S*H                | CBS     |     |
| 1980 (32. gála)                 | Max Gail                              | Stan "Wojo" Wojciehowicz nyomoz | Barney Miller          | ABC     |     |
| 1980 (32. gála)                 | Steve Landesberg                      | Arthur P. Deitrich              | Barney Miller          | ABC     |     |
| 1980 (32. gála)                 | Howard Hesseman                       | Dr. Johnny Fever                | WKRP in Cincinnati     | CBS     |     |
| 1981 (33. gála)                 |                                       |                                 |                        |         |     |
|                                 | Danny DeVito                          | Louie De Palma                  | Taxi                   | ABC     |     |
| Howard Hesseman                 | Dr. Johnny Fever                      | WKRP in Cincinnati              | CBS                    |         |     |
| Steve Landesberg                | Arthur P. Deitrich                    | Barney Miller                   | ABC                    |         |     |
| Harry Morgan                    | Sherman Potter ezredes                | M*A*S*H                         | CBS                    |         |     |
| David Ogden Stiers              | Charles Emerson Winchester III őrnagy | M*A*S*H                         | CBS                    |         |     |
| 1982 (34. gála)                 |                                       |                                 |                        |         |     |
|                                 | Christopher Lloyd                     | Jim Ignatowski tiszteletes      | Taxi                   | ABC     |     |
| Danny DeVito                    | Louie De Palma                        | Taxi                            | ABC                    |         |     |
| Ron Glass                       | Ron Harris nyomozó                    | Barney Miller                   | ABC                    |         |     |
| Steve Landesberg                | Arthur P. Deitrich                    | Barney Miller                   | ABC                    |         |     |
| Harry Morgan                    | Sherman Potter ezreds                 | M*A*S*H                         | CBS                    |         |     |
| David Ogden Stiers              | Charles Emerson Winchester III őrnagy | M*A*S*H                         | CBS                    |         |     |
| 1983 (35. gála)                 |                                       |                                 |                        |         |     |
|                                 | Christopher Lloyd                     | Jim Ignatowski tiszteletes      | Taxi                   | ABC     |     |
| Nicholas Colasanto              | Ernie Pantusso edző                   | Cheers                          | NBC                    |         |     |
| Danny DeVito                    | Louie De Palma                        | Taxi                            | NBC                    |         |     |
| Harry Morgan                    | Sherman Potter ezredes                | M*A*S*H                         | CBS                    |         |     |
| Eddie Murphy                    | több szereplő                         | Saturday Night Live             | NBC                    |         |     |
| 1984 (36. gála)                 |                                       |                                 |                        |         |     |
|                                 | Pat Harrington Jr.                    | Dwayne Schneider                | One Day at a Time      | CBS     |     |
| René Auberjonois                | Clayton Endicott III                  | Benson                          | ABC                    |         |     |
| Nicholas Colasanto              | Ernie Pantusso edző                   | Cheers                          | NBC                    |         |     |
| George Wendt                    | Norm Peterson                         | Cheers                          | NBC                    |         |     |
| Tom Poston                      | George Utley                          | Newhart                         | CBS                    |         |     |
| 1985 (37. gála)                 |                                       |                                 |                        |         |     |
|                                 | John Larroquette                      | Dan Fielding                    | Night Court            | NBC     |     |
| Nicholas Colasanto (posztumusz) | Ernie Pantusso edző                   | Cheers                          | NBC                    |         |     |
| John Ratzenberger               | Cliff Clavin                          | Cheers                          | NBC                    |         |     |
| George Wendt                    | Norm Peterson                         | Cheers                          | NBC                    |         |     |
| Michael J. Fox                  | Alex P. Keaton                        | Családi kötelékek (Family Ties) | NBC                    |         |     |
| 1986 (38. gála)                 |                                       |                                 |                        |         |     |
|                                 | John Larroquette                      | Dan Fielding                    | Night Court            | NBC     |     |
| Tom Poston                      | George Utley                          | Newhart                         | CBS                    |         |     |
| John Ratzenberger               | Cliff Clavin                          | Cheers                          | NBC                    |         |     |
| George Wendt                    | Norm Peterson                         | Cheers                          | NBC                    |         |     |
| Malcolm-Jamal Warner            | Theo Huxtable                         | The Cosby Show                  | NBC                    |         |     |
| 1987 (39. gála)                 |                                       |                                 |                        |         |     |
|                                 | John Larroquette                      | Dan Fielding                    | Night Court            | NBC     |     |
| Woody Harrelson                 | Woody Boyd                            | Cheers                          | NBC                    |         |     |
| George Wendt                    | Norm Peterson                         | Cheers                          | NBC                    |         |     |
| Tom Poston                      | George Utley                          | Newhart                         | CBS                    |         |     |
| Peter Scolari                   | Michael Harris                        | Newhart                         | CBS                    |         |     |
| 1988 (40. gála)                 |                                       |                                 |                        |         |     |
|                                 | John Larroquette                      | Dan Fielding                    | Night Court            | NBC     |     |
| Kelsey Grammer                  | Dr. Frasier Crane                     | Cheers                          | NBC                    |         |     |
| Woody Harrelson                 | Woody Boyd                            | Cheers                          | NBC                    |         |     |
| George Wendt                    | Norm Peterson                         | Cheers                          | NBC                    |         |     |
| Peter Scolari                   | Michael Harris                        | Newhart                         | CBS                    |         |     |
| 1989 (41. gála)                 |                                       |                                 |                        |         |     |
|                                 | Woody Harrelson                       | Woody Boyd                      | Cheers                 | NBC     |     |
| Joe Regalbuto                   | Frank Fontana                         | Murphy Brown                    | CBS                    |         |     |
| Peter Scolari                   | Michael Harris                        | Newhart                         | CBS                    |         |     |
| Meshach Taylor                  | Anthony Bouvier                       | Designing Women                 | CBS                    |         |     |
| George Wendt                    | Norm Peterson                         | Cheers                          | NBC                    |         |     |

### 1990-es évek
| Év                        | Színész           | Színész             | Szerep                  | Magyar cím             | Eredeti cím        | Adó |
| 1990 (42. gála)           |                   |                     |                         |                        |                    |     |
| ------------------------- | ----------------- | ------------------- | ----------------------- | ---------------------- | ------------------ | --- |
| 1990 (42. gála)           |                   | Alex Rocco          | Al Floss                |                        | The Famous Teddy Z | CBS |
| 1990 (42. gála)           | Kelsey Grammer    | Dr. Frasier Crane   | Cheers                  | Cheers                 | NBC                |     |
| 1990 (42. gála)           | Woody Harrelson   | Woody Boyd          | Cheers                  | Cheers                 | NBC                |     |
| 1990 (42. gála)           | Charles Kimbrough | Jim Dial            |                         | Murphy Brown           | CBS                |     |
| 1990 (42. gála)           | Jerry Van Dyke    | Luther Van Dam      |                         | Coach                  | ABC                |     |
| 1991 (43. gála)           |                   |                     |                         |                        |                    |     |
|                           | Jonathan Winters  | Gunny Davis         |                         | Davis Rules            | CBS                |     |
| Charles Durning           | Herlan Eldridge   | Kisvárosi mesék     | Evening Shade           | CBS                    |                    |     |
| Michael Jeter             | Herman Stiles     | Kisvárosi mesék     | Evening Shade           | CBS                    |                    |     |
| Woody Harrelson           | Woody Boyd        | Cheers              | Cheers                  | NBC                    |                    |     |
| Jerry Van Dyke            | Luther Van Dam    |                     | Coach                   | ABC                    |                    |     |
| 1992 (44. gála)           |                   |                     |                         |                        |                    |     |
|                           | Michael Jeter     | Herman Stiles       | Kisvárosi mesék         | Evening Shade          | CBS                |     |
| Jason Alexander           | George Costanza   | Seinfeld            | Seinfeld                | NBC                    |                    |     |
| Charles Durning           | Herlan Eldridge   | Kisvárosi mesék     | Evening Shade           | CBS                    |                    |     |
| Harvey Fierstein          | Mark Newberger    | Cheers              | Cheers                  | NBC                    |                    |     |
| Jay Thomas                | Jerry Gold        |                     | Murphy Brown            | CBS                    |                    |     |
| Jerry Van Dyke            | Luther Van Dam    |                     | Coach                   | ABC                    |                    |     |
| 1993 (45. gála)           |                   |                     |                         |                        |                    |     |
|                           | Michael Richards  | Cosmo Kramer        | Seinfeld                | Seinfeld               | NBC                |     |
| Jason Alexander           | George Costanza   | Seinfeld            | Seinfeld                | NBC                    |                    |     |
| Michael Jeter             | Herman Stiles     | Kisvárosi mesék     | Evening Shade           | CBS                    |                    |     |
| Jeffrey Tambor            | Hank Kingsley     |                     | The Larry Sanders Show  | HBO                    |                    |     |
| Rip Torn                  | Artie             |                     | The Larry Sanders Show  | HBO                    |                    |     |
| 1994 (46. gála)           |                   |                     |                         |                        |                    |     |
|                           | Michael Richards  | Cosmo Kramer        | Seinfeld                | Seinfeld               | NBC                |     |
| Jason Alexander           | George Costanza   | Seinfeld            | Seinfeld                | NBC                    |                    |     |
| David Hyde Pierce         | Dr. Niles Crane   | Frasier – A dumagép | Frasier                 | NBC                    |                    |     |
| Rip Torn                  | Artie             |                     | The Larry Sanders Show  | HBO                    |                    |     |
| Jerry Van Dyke            | Luther Van Dam    |                     | Coach                   | ABC                    |                    |     |
| 1995 (47. gála)           |                   |                     |                         |                        |                    |     |
|                           | David Hyde Pierce | Dr. Niles Crane     | Frasier – A dumagép     | Frasier                | NBC                |     |
| Jason Alexander           | George Costanza   | Seinfeld            | Seinfeld                | NBC                    |                    |     |
| Michael Richards          | Cosmo Kramer      | Seinfeld            | Seinfeld                | NBC                    |                    |     |
| David Schwimmer           | Ross Geller       | Jóbarátok           | Friends                 | NBC                    |                    |     |
| Rip Torn                  | Artie             |                     | The Larry Sanders Show  | HBO                    |                    |     |
| 1996 (48. gála)           |                   |                     |                         |                        |                    |     |
|                           | Rip Torn          | Artie               |                         | The Larry Sanders Show | HBO                |     |
| Jason Alexander           | George Costanza   | Seinfeld            | Seinfeld                | NBC                    |                    |     |
| Michael Richards          | Cosmo Kramer      | Seinfeld            | Seinfeld                | NBC                    |                    |     |
| David Hyde Pierce         | Dr. Niles Crane   | Frasier – A dumagép | Frasier                 | NBC                    |                    |     |
| Jeffrey Tambor            | Hank Kingsley     |                     | The Larry Sanders Show  | HBO                    |                    |     |
| 1997 (49. gála)           |                   |                     |                         |                        |                    |     |
|                           | Michael Richards  | Cosmo Kramer        | Seinfeld                | Seinfeld               | NBC                |     |
| Jason Alexander           | George Costanza   | Seinfeld            | Seinfeld                | NBC                    |                    |     |
| David Hyde Pierce         | Dr. Niles Crane   | Frasier – A dumagép | Frasier                 | NBC                    |                    |     |
| Jeffrey Tambor            | Hank Kingsley     |                     | The Larry Sanders Show  | HBO                    |                    |     |
| Rip Torn                  | Artie             |                     | The Larry Sanders Show  | HBO                    |                    |     |
| 1998 (50. gála)           |                   |                     |                         |                        |                    |     |
|                           | David Hyde Pierce | Dr. Niles Crane     | Frasier – A dumagép     | Frasier                | NBC                |     |
| Jason Alexander           | George Costanza   | Seinfeld            | Seinfeld                | NBC                    |                    |     |
| Phil Hartman (posztumusz) | Bill McNeal       |                     | NewsRadio               | NBC                    |                    |     |
| Jeffrey Tambor            | Hank Kingsley     |                     | The Larry Sanders Show  | HBO                    |                    |     |
| Rip Torn                  | Artie             |                     | The Larry Sanders Show  | HBO                    |                    |     |
| 1999 (51. gála)           |                   |                     |                         |                        |                    |     |
|                           | David Hyde Pierce | Dr. Niles Crane     | Frasier – A dumagép     | Frasier                | NBC                |     |
| Peter Boyle               | Frank Barone      | Szeretünk Raymond   | Everybody Loves Raymond | CBS                    |                    |     |
| Peter MacNicol            | John Cage         | Ally McBeal         | Ally McBeal             | Fox                    |                    |     |
| John Mahoney              | Martin Crane      | Frasier – A dumagép | Frasier                 | NBC                    |                    |     |
| David Spade               | Dennis Finch      | Divatalnokok        | Just Shoot Me!          | NBC                    |                    |     |

### 2000-es évek
| Év                  | Színész               | Színész                  | Szerep                   | Magyar cím              | Eredeti cím  | Adó |
| 2000 (52. gála)     |                       |                          |                          |                         |              |     |
| ------------------- | --------------------- | ------------------------ | ------------------------ | ----------------------- | ------------ | --- |
| 2000 (52. gála)     |                       | Sean Hayes               | Jack McFarland           | Will és Grace           | Will & Grace | NBC |
| 2000 (52. gála)     | Peter Boyle           | Frank Barone             | Szeretünk Raymond        | Everybody Loves Raymond | CBS          |     |
| 2000 (52. gála)     | Brad Garrett          | Robert Barone            | Szeretünk Raymond        | Everybody Loves Raymond | CBS          |     |
| 2000 (52. gála)     | Peter MacNicol        | John Cage                | Ally McBeal              | Ally McBeal             | Fox          |     |
| 2000 (52. gála)     | David Hyde Pierce     | Dr. Niles Crane          | Frasier – A dumagép      | Frasier                 | NBC          |     |
| 2001 (53. gála)     |                       |                          |                          |                         |              |     |
|                     | Peter MacNicol        | John Cage                | Ally McBeal              | Ally McBeal             | Fox          |     |
| Peter Boyle         | Frank Barone          | Szeretünk Raymond        | Everybody Loves Raymond  | CBS                     |              |     |
| Peter MacNicol      | John Cage             | Ally McBeal              | Ally McBeal              | Fox                     |              |     |
| Sean Hayes          | Jack McFarland        | Will és Grace            | Will & Grace             | NBC                     |              |     |
| David Hyde Pierce   | Dr. Niles Crane       | Frasier – A dumagép      | Frasier                  | NBC                     |              |     |
| 2002 (54. gála)     |                       |                          |                          |                         |              |     |
|                     | Brad Garrett          | Robert Barone            | Szeretünk Raymond        | Everybody Loves Raymond | CBS          |     |
| Peter Boyle         | Frank Barone          | Szeretünk Raymond        | Everybody Loves Raymond  | CBS                     |              |     |
| Bryan Cranston      | Hal                   | Már megint Malcolm       | Malcolm in the Middle    | Fox                     |              |     |
| Sean Hayes          | Jack McFarland        | Will és Grace            | Will & Grace             | NBC                     |              |     |
| David Hyde Pierce   | Dr. Niles Crane       | Frasier – A dumagép      | Frasier                  | NBC                     |              |     |
| 2003 (55. gála)     |                       |                          |                          |                         |              |     |
|                     | Brad Garrett          | Robert Barone            | Szeretünk Raymond        | Everybody Loves Raymond | CBS          |     |
| Peter Boyle         | Frank Barone          | Szeretünk Raymond        | Everybody Loves Raymond  | CBS                     |              |     |
| Bryan Cranston      | Hal                   | Már megint Malcolm       | Malcolm in the Middle    | Fox                     |              |     |
| Sean Hayes          | Jack McFarland        | Will és Grace            | Will & Grace             | NBC                     |              |     |
| John Mahoney        | Martin Crane          | Frasier – A dumagép      | Frasier                  | NBC                     |              |     |
| David Hyde Pierce   | Dr. Niles Crane       | Frasier – A dumagép      | Frasier                  | NBC                     |              |     |
| 2004 (56. gála)     |                       |                          |                          |                         |              |     |
|                     | David Hyde Pierce     | Dr. Niles Crane          | Frasier – A dumagép      | Frasier                 | NBC          |     |
| Peter Boyle         | Frank Barone          | Szeretünk Raymond        | Everybody Loves Raymond  | CBS                     |              |     |
| Brad Garrett        | Robert Barone         | Szeretünk Raymond        | Everybody Loves Raymond  | CBS                     |              |     |
| Sean Hayes          | Jack McFarland        | Will és Grace            | Will & Grace             | NBC                     |              |     |
| Jeffrey Tambor      | George és Oscar Bluth | Az ítélet: család        | Arrested Development     | Fox                     |              |     |
| 2005 (57. gála)     |                       |                          |                          |                         |              |     |
|                     | Brad Garrett          | Robert Barone            | Szeretünk Raymond        | Everybody Loves Raymond | CBS          |     |
| Peter Boyle         | Frank Barone          | Szeretünk Raymond        | Everybody Loves Raymond  | CBS                     |              |     |
| Sean Hayes          | Jack McFarland        | Will és Grace            | Will & Grace             | NBC                     |              |     |
| Jeremy Piven        | Ari Gold              | Törtetők                 | Entourage                | HBO                     |              |     |
| Jeffrey Tambor      | George és Oscar Bluth | Az ítélet: család        | Arrested Development     | Fox                     |              |     |
| 2006 (58. gála)     |                       |                          |                          |                         |              |     |
|                     | Jeremy Piven          | Ari Gold                 | Törtetők                 | Entourage               | HBO          |     |
| Will Arnett         | George "Gob" Bluth II | Az ítélet: család        | Arrested Development     | Fox                     |              |     |
| Bryan Cranston      | Hal                   | Már megint Malcolm       | Malcolm in the Middle    | Fox                     |              |     |
| Jon Cryer           | Dr. Alan Harper       | Két pasi – meg egy kicsi | Two and a Half Men       | CBS                     |              |     |
| Sean Hayes          | Jack McFarland        | Will és Grace            | Will & Grace             | NBC                     |              |     |
| 2007 (59. gála)     |                       |                          |                          |                         |              |     |
|                     | Jeremy Piven          | Ari Gold                 | Törtetők                 | Entourage               | HBO          |     |
| Jon Cryer           | Dr. Alan Harper       | Két pasi – meg egy kicsi | Two and a Half Men       | CBS                     |              |     |
| Kevin Dillon        | Johnny "Drama" Chase  | Törtetők                 | Entourage                | HBO                     |              |     |
| Neil Patrick Harris | Barney Stinson        | Így jártam anyátokkal    | How I Met Your Mother    | CBS                     |              |     |
| Rainn Wilson        | Dwight Schrute        | Office                   | The Office               | NBC                     |              |     |
| 2008 (60. gála)     |                       |                          |                          |                         |              |     |
|                     | Jeremy Piven          | Ari Gold                 | Törtetők                 | Entourage               | HBO          |     |
| Jon Cryer           | Dr. Alan Harper       | Két pasi – meg egy kicsi | Two and a Half Men       | CBS                     |              |     |
| Kevin Dillon        | Johnny "Drama" Chase  | Törtetők                 | Entourage                | HBO                     |              |     |
| Neil Patrick Harris | Barney Stinson        | Így jártam anyátokkal    | How I Met Your Mother    | CBS                     |              |     |
| Rainn Wilson        | Dwight Schrute        | Office                   | The Office               | NBC                     |              |     |
| 2009 (61. gála)     |                       |                          |                          |                         |              |     |
|                     | Jon Cryer             | Dr. Alan Harper          | Két pasi – meg egy kicsi | Two and a Half Men      | CBS          |     |
| Kevin Dillon        | Johnny "Drama" Chase  | Törtetők                 | Entourage                | HBO                     |              |     |
| Neil Patrick Harris | Barney Stinson        | Így jártam anyátokkal    | How I Met Your Mother    | CBS                     |              |     |
| Jack McBrayer       | Kenneth Parcell]      | A stúdió                 | 30 Rock                  | NBC                     |              |     |
| Tracy Morgan        | Tracy Jordan          | A stúdió                 | 30 Rock                  | NBC                     |              |     |
| Rainn Wilson        | Dwight Schrute        | Office                   | The Office               | NBC                     |              |     |

### 2010-es évek
| Év                   | Színész                  | Színész                        | Szerep                    | Magyar cím                | Eredeti cím   | Adó |
| 2010 (62. gála)      |                          |                                |                           |                           |               |     |
| -------------------- | ------------------------ | ------------------------------ | ------------------------- | ------------------------- | ------------- | --- |
| 2010 (62. gála)      |                          | Eric Stonestreet               | Cameron Tucker            | Modern család             | Modern Family | ABC |
| 2010 (62. gála)      | Ty Burrell               | Phil Dunphy                    | Modern család             | Modern Family             | ABC           |     |
| 2010 (62. gála)      | Jesse Tyler Ferguson     | Mitchell Pritchett             | Modern család             | Modern Family             | ABC           |     |
| 2010 (62. gála)      | Chris Colfer             | Kurt Hummel                    | Glee – Sztárok leszünk!   | Glee                      | Fox           |     |
| 2010 (62. gála)      | Jon Cryer                | Dr. Alan Harper                | Két pasi – meg egy kicsi  | Two and a Half Men        | CBS           |     |
| 2010 (62. gála)      | Neil Patrick Harris      | Barney Stinson                 | Így jártam anyátokkal     | How I Met Your Mother     | CBS           |     |
| 2011 (63. gála)      |                          |                                |                           |                           |               |     |
|                      | Ty Burrell               | Phil Dunphy                    | Modern család             | Modern Family             | ABC           |     |
| Chris Colfer         | Kurt Hummel              | Glee – Sztárok leszünk!        | Glee                      | Fox                       |               |     |
| Jon Cryer            | Dr. Alan Harper          | Két pasi – meg egy kicsi       | Two and a Half Men        | CBS                       |               |     |
| Jesse Tyler Ferguson | Mitchell Pritchett       | Modern család                  | Modern Family             | ABC                       |               |     |
| Ed O’Neill           | Jay Pritchett            | Modern család                  | Modern Family             | ABC                       |               |     |
| Eric Stonestreet     | Cameron Tucker           | Modern család                  | Modern Family             | ABC                       |               |     |
| 2012 (64. gála)      |                          |                                |                           |                           |               |     |
|                      | Eric Stonestreet         | Cameron Tucker                 | Modern család             | Modern Family             | ABC           |     |
| Ty Burrell           | Phil Dunphy              | Modern család                  | Modern Family             | ABC                       |               |     |
| Jesse Tyler Ferguson | Mitchell Pritchett       | Modern család                  | Modern Family             | ABC                       |               |     |
| Ed O’Neill           | Jay Pritchett            | Modern család                  | Modern Family             | ABC                       |               |     |
| Max Greenfield       | Schmidt                  | Új csaj                        | New Girl                  | Fox                       |               |     |
| Bill Hader           | több szereplő            | Saturday Night Live            | Saturday Night Live       | NBC                       |               |     |
| 2013 (65. gála)      |                          |                                |                           |                           |               |     |
|                      | Tony Hale                | Gary Walsh                     | Az alelnök                | Veep                      | HBO           |     |
| Ty Burrell           | Phil Dunphy              | Modern család                  | Modern Family             | ABC                       |               |     |
| Jesse Tyler Ferguson | Mitchell Pritchett       | Modern család                  | Modern Family             | ABC                       |               |     |
| Ed O’Neill           | Jay Pritchett            | Modern család                  | Modern Family             | ABC                       |               |     |
| Adam Driver          | Adam Sackler             | Csajok                         | Girls                     | HBO                       |               |     |
| Bill Hader           | több szereplő            | Saturday Night Live            | Saturday Night Live       | NBC                       |               |     |
| 2014 (66. gála)      |                          |                                |                           |                           |               |     |
|                      | Ty Burrell               | Phil Dunphy                    | Modern család             | Modern Family             | ABC           |     |
| Fred Armisen         | több szereplő            |                                | Portlandia                | IFC                       |               |     |
| Andre Braugher       | Ray Holt százados        | Brooklyn 99 – Nemszázas körzet | Brooklyn Nine-Nine        | Fox                       |               |     |
| Adam Driver          | Adam Sackler             | Csajok                         | Girls                     | HBO                       |               |     |
| Jesse Tyler Ferguson | Mitchell Pritchett       | Modern család                  | Modern Family             | ABC                       |               |     |
| Tony Hale            | Gary Walsh               | Az alelnök                     | Veep                      | HBO                       |               |     |
| 2015 (67. gála)      |                          |                                |                           |                           |               |     |
|                      | Tony Hale                | Gary Walsh                     | Az alelnök                | Veep                      | HBO           |     |
| Andre Braugher       | Ray Holt százados        | Brooklyn 99 – Nemszázas körzet | Brooklyn Nine-Nine        | Fox                       |               |     |
| Tituss Burgess       | Titus Andromedon         | A megtörhetetlen Kimmy Schmidt | Unbreakable Kimmy Schmidt | Netflix                   |               |     |
| Ty Burrell           | Phil Dunphy              | Modern család                  | Modern Family             | ABC                       |               |     |
| Adam Driver          | Adam Sackler             | Csajok                         | Girls                     | HBO                       |               |     |
| Keegan-Michael Key   | több szereplő            |                                | Key & Peele               | Comedy Central            |               |     |
| 2016 (68. gála)      |                          |                                |                           |                           |               |     |
|                      | Louie Anderson           | Christine Baskets              |                           | Baskets                   | FX            |     |
| Andre Braugher       | Ray Holt százados        | Brooklyn 99 – Nemszázas körzet | Brooklyn Nine-Nine        | Fox                       |               |     |
| Tituss Burgess       | Titus Andromedon         | A megtörhetetlen Kimmy Schmidt | Unbreakable Kimmy Schmidt | Netflix                   |               |     |
| Ty Burrell           | Phil Dunphy              | Modern család                  | Modern Family             | ABC                       |               |     |
| Tony Hale            | Gary Walsh               | Az alelnök                     | Veep                      | HBO                       |               |     |
| Matt Walsh           | Mike McLintock           | Az alelnök                     | Veep                      | HBO                       |               |     |
| Keegan-Michael Key   | több szereplő            |                                | Key & Peele               | Comedy Central            |               |     |
| 2017 (69. gála)      |                          |                                |                           |                           |               |     |
|                      | Alec Baldwin             | Donald Trump                   | Saturday Night Live       | Saturday Night Live       | NBC           |     |
| Louie Anderson       | Christine Baskets        |                                | Baskets                   | FX                        |               |     |
| Tituss Burgess       | Titus Andromedon         | A megtörhetetlen Kimmy Schmidt | Unbreakable Kimmy Schmidt | Netflix                   |               |     |
| Ty Burrell           | Phil Dunphy              | Modern család                  | Modern Family             | ABC                       |               |     |
| Tony Hale            | Gary Walsh               | Az alelnök                     | Veep                      | HBO                       |               |     |
| Matt Walsh           | Mike McLintock           | Az alelnök                     | Veep                      | HBO                       |               |     |
| 2018 (70. gála)      |                          |                                |                           |                           |               |     |
|                      | Henry Winkler            | Gene Cousineau                 | Barry                     | Barry                     | HBO           |     |
| Louie Anderson       | Christine Baskets        |                                | Baskets                   | FX                        |               |     |
| Alec Baldwin         | Donald Trump             | Saturday Night Live            | Saturday Night Live       | NBC                       |               |     |
| Kenan Thompson       | több szereplő            | Saturday Night Live            | Saturday Night Live       | NBC                       |               |     |
| Tituss Burgess       | Titus Andromedon         | A megtörhetetlen Kimmy Schmidt | Unbreakable Kimmy Schmidt | Netflix                   |               |     |
| Brian Tyree Henry    | Alfred "Paper Boi" Miles | Atlanta                        | Atlanta                   | FX                        |               |     |
| Tony Shalhoub        | Abe Weissman             | A káprázatos Mrs. Maisel       | The Marvelous Mrs. Maisel | Amazon                    |               |     |
| 2019 (71. gála)      |                          |                                |                           |                           |               |     |
|                      | Tony Shalhoub            | Abe Weissman                   | A káprázatos Mrs. Maisel  | The Marvelous Mrs. Maisel | Amazon        |     |
| Alan Arkin           | Norman Newlander         | A Kominsky-módszer             | The Kominsky Method       | Netflix                   |               |     |
| Anthony Carrigan     | NoHo Hank                | Barry                          | Barry                     | HBO                       |               |     |
| Stephen Root         | Monroe Fuches            | Barry                          | Barry                     | HBO                       |               |     |
| Henry Winkler        | Gene Cousineau           | Barry                          | Barry                     | HBO                       |               |     |
| Tony Hale            | Gary Walsh               | Az alelnök                     | Veep                      | HBO                       |               |     |

### 2020-as évek
| Év                   | Színész                | Színész                     | Szerep                         | Magyar cím                | Eredeti cím    | Adó    |
| 2020 (72. gála)      |                        |                             |                                |                           |                |        |
| -------------------- | ---------------------- | --------------------------- | ------------------------------ | ------------------------- | -------------- | ------ |
| 2020 (72. gála)      |                        | Dan Levy                    | David Rose                     |                           | Schitt's Creek | Pop TV |
| 2020 (72. gála)      | Mahershala Ali         | Ali Malik sejk              |                                | Ramy                      | Hulu           |        |
| 2020 (72. gála)      | Alan Arkin             | Norman Newlander            | A Kominsky-módszer             | The Kominsky Method       | Netflix        |        |
| 2020 (72. gála)      | Andre Braugher         | Ray Holt kapitány           | Brooklyn 99 – Nemszázas körzet | Brooklyn Nine-Nine        | NBC            |        |
| 2020 (72. gála)      | Sterling K. Brown      | Reggie                      | A káprázatos Mrs. Maisel       | The Marvelous Mrs. Maisel | Amazon         |        |
| 2020 (72. gála)      | Tony Shalhoub          | Abe Weissman                | A káprázatos Mrs. Maisel       | The Marvelous Mrs. Maisel | Amazon         |        |
| 2020 (72. gála)      | William Jackson Harper | Chidi Anagonye              | A Jó Hely                      | The Good Place            | NBC            |        |
| 2020 (72. gála)      | Kenan Thompson         | több szereplő               | Saturday Night Live            | Saturday Night Live       | NBC            |        |
| 2021 (73. gála)      |                        |                             |                                |                           |                |        |
|                      | Brett Goldstein        | Roy Kent                    | Ted Lasso                      | Ted Lasso                 | Apple TV+      |        |
| Carl Clemons-Hopkins | Marcus Vaughn          | Hacks – A pénz beszél       | Hacks                          | HBO Max                   |                |        |
| Brendan Hunt         | Beard edző             | Ted Lasso                   | Ted Lasso                      | Apple TV+                 |                |        |
| Nick Mohammed        | Nathan Shelley         | Ted Lasso                   | Ted Lasso                      | Apple TV+                 |                |        |
| Jeremy Swift         | Leslie Higgins         | Ted Lasso                   | Ted Lasso                      | Apple TV+                 |                |        |
| Paul Reiser          | Martin Schneider       | A Kominsky-módszer          | The Kominsky Method            | Netflix                   |                |        |
| Kenan Thompson       | több szereplő          | Saturday Night Live         | Saturday Night Live            | NBC                       |                |        |
| Bowen Yang           | több szereplő          | Saturday Night Live         | Saturday Night Live            | NBC                       |                |        |
| 2022 (74. gála)      |                        |                             |                                |                           |                |        |
|                      | Brett Goldstein        | Roy Kent                    | Ted Lasso                      | Ted Lasso                 | Apple TV+      |        |
| Anthony Carrigan     | NoHo Hank              | Barry                       | Barry                          | HBO                       |                |        |
| Henry Winkler        | Gene Cousineau         | Barry                       | Barry                          | HBO                       |                |        |
| Toheeb Jimoh         | Sam Obisanya           | Ted Lasso                   | Ted Lasso                      | Apple TV+                 |                |        |
| Nick Mohammed        | Nathan Shelley         | Ted Lasso                   | Ted Lasso                      | Apple TV+                 |                |        |
| Tony Shalhoub        | Abe Weissman           | A káprázatos Mrs. Maisel    | The Marvelous Mrs. Maisel      | Prime Video               |                |        |
| Tyler James Williams | Gregory Eddie          | Abbott Általános Iskola     | Abbott Elementary              | ABC                       |                |        |
| Bowen Yang           | több szereplő          | Saturday Night Live         | Saturday Night Live            | NBC                       |                |        |
| 2023 (75. gála)      |                        |                             |                                |                           |                |        |
|                      | Ebon Moss-Bachrach     | Richard "Richie" Jerimovich | A mackó                        | Ted Bear                  | FX             |        |
| Anthony Carrigan     | NoHo Hank              | Barry                       | Barry                          | HBO                       |                |        |
| Henry Winkler        | Gene Cousineau         | Barry                       | Barry                          | HBO                       |                |        |
| Phil Dunster         | Jamie Tartt            | Ted Lasso                   | Ted Lasso                      | Apple TV+                 |                |        |
| Brett Goldstein      | Roy Ken                | Ted Lasso                   | Ted Lasso                      | Apple TV+                 |                |        |
| James Marsden        | önmaga                 | Az esküdtszék               | Jury Duty                      | Amazon Freevee            |                |        |
| Tyler James Williams | Gregory Eddie          | Abbott Általános Iskola     | Abbott Elementary              | ABC                       |                |        |
| 2024 (76. gála)      |                        |                             |                                |                           |                |        |
|                      | Ebon Moss-Bachrach     | Richard "Richie" Jerimovich | A mackó                        | Ted Bear                  | FX             |        |
| Lionel Boyce         | Marcus Brooks          | A mackó                     | The Bear                       | FX                        |                |        |
| Paul W. Downs        | Jimmy LuSaque, Jr.     | Hacks – A pénz beszél       | Hacks                          | HBO Max                   |                |        |
| Paul Rudd            | Ben Glenroy            | Gyilkos a házban            | Only Murders in the Building   | Hulu                      |                |        |
| Bowen Yang           | több szereplő          | Saturday Night Live         | Saturday Night Live            | NBC                       |                |        |
| Tyler James Williams | Gregory Eddie          | Abbott Általános Iskola     | Abbott Elementary              | ABC                       |                |        |

## Rekordok
|                                 | Legjobb férfi mellékszereplő (vígjátéksorozat)        | Legjobb férfi mellékszereplő (vígjátéksorozat) |
| ------------------------------- | ----------------------------------------------------- | ---------------------------------------------- |
| Legtöbb győzelem (színész)      | Don Knotts (5)                                        |                                                |
| Legtöbb jelölés (színész)       | David Hyde Pierce (11)                                |                                                |
| Legtöbb jelölés győzelem nélkül | Jason Alexander, Peter Boyle (7)                      |                                                |
| Legtöbb győzelem (program)      | The Andy Griffith Show, The Mary Tyler Moore Show (5) |                                                |
| Legtöbb jelölés (program)       | MASH (21)                                             |                                                |

## Fordítás
- Ez a szócikk részben vagy egészben  a   Primetime Emmy Award for Outstanding Supporting Actress in a Comedy Series című angol Wikipédia-szócikk fordításán alapul.  Az eredeti cikk szerkesztőit annak laptörténete sorolja fel. Ez a jelzés csupán a megfogalmazás eredetét és a szerzői jogokat jelzi, nem szolgál a cikkben szereplő információk forrásmegjelöléseként.